# Squalus formosus
Squalus formosus is een vissensoort uit de familie van de doornhaaien (Squalidae). De wetenschappelijke naam van de soort is voor het eerst geldig gepubliceerd in 2011 door White & Iglésias.